# Kiyomitsu Kobari
Kiyomitsu Kobari (小針 清允 Kobari Kiyomitsu?, nacido el 12 de junio de 1977 en Itabashi, Tokio) es un exfutbolista japonés. Jugaba de guardameta y su último club fue el Gainare Tottori de Japón.

## Trayectoria

### Clubes
| Club            | País  | Año         |
| --------------- | ----- | ----------- |
| Verdy Kawasaki  | Japón | 1996 - 2000 |
| Vissel Kobe     | Japón | 2001        |
| Vegalta Sendai  | Japón | 2002 - 2007 |
| Tochigi SC      | Japón | 2008 - 2009 |
| Gainare Tottori | Japón | 2010 - 2014 |

## Estadística de carrera

### J. League
| Club            | Año   | J. League | J. League | Copa J. League | Copa J. League | Total | Total |
| Club            | Año   | Part.     | Goles     | Part.          | Goles          | Part. | Goles |
| --------------- | ----- | --------- | --------- | -------------- | -------------- | ----- | ----- |
| Verdy Kawasaki  | 1996  | 0         | 0         | 0              | 0              | 0     | 0     |
| Verdy Kawasaki  | 1997  | 2         | 0         | 0              | 0              | 2     | 0     |
| Verdy Kawasaki  | 1998  | 0         | 0         | 0              | 0              | 0     | 0     |
| Verdy Kawasaki  | 1999  | 1         | 0         | 0              | 0              | 1     | 0     |
| Verdy Kawasaki  | 2000  | 1         | 0         | 5              | 0              | 6     | 0     |
| Vissel Kobe     | 2001  | 1         | 0         | 2              | 0              | 3     | 0     |
| Vegalta Sendai  | 2002  | 12        | 0         | 3              | 0              | 15    | 0     |
| Vegalta Sendai  | 2003  | 20        | 0         | 1              | 0              | 21    | 0     |
| Vegalta Sendai  | 2004  | 1         | 0         | -              | -              | 1     | 0     |
| Vegalta Sendai  | 2005  | 1         | 0         | -              | -              | 1     | 0     |
| Vegalta Sendai  | 2006  | 23        | 0         | -              | -              | 23    | 0     |
| Vegalta Sendai  | 2007  | 11        | 0         | -              | -              | 11    | 0     |
| Tochigi SC      | 2009  | 29        | 0         | -              | -              | 29    | 0     |
| Gainare Tottori | 2011  | 32        | 0         | -              | -              | 32    | 0     |
| Gainare Tottori | 2012  | 39        | 0         | -              | -              | 39    | 0     |
| Gainare Tottori | 2013  | 20        | 0         | -              | -              | 20    | 0     |
| Gainare Tottori | 2014  | 21        | 0         | -              | -              | 21    | 0     |
| Total           | Total | 214       | 0         | 11             | 0              | 225   | 0     |

## Palmarés

### Títulos nacionales
| Título             | Club           | País  | Año  |
| ------------------ | -------------- | ----- | ---- |
| Copa del Emperador | Verdy Kawasaki | Japón | 1996 |